# Louise Popelin
Louise Popelin, (Schaarbeek, 11 april 1850 - 1937), was een Belgische onderwijzeres, apotheker en feministe en de eerste apothekersstudente aan de Université libre de Bruxelles. Ze was medeoprichtster van de Liga voor de Rechten van de Vrouw en zus van Marie Popelin.

## Biografie
Het gezin Popelin maakte deel uit van de hogere Brusselse burgerij waarin jonge vrouwen stilaan meer kansen kregen te studeren. Louise behaalde het diploma van lerares.

## Loopbaan
In 1868 begon Popelin als leerkracht te Brussel waarvan een periode in de school van Gatti de Gamond. Toen haar zus Marie in de École du Denier van Bergen een benoeming als directrice kreeg verliet Louise Brussel om daar les te geven in 1875 .
In 1880 schreef ze zich in als kandidaatsstudente natuurwetenschappen aan de Universiteit van Brussel. Daar konden zich dat jaar voor het eerst vrouwen inschrijven voor een academische opleiding. Samen met Emma Leqlercq en Marie Destrée was ze een van de eerste drie vrouwen in België die een universitaire studie afrondden. In het academiejaar 1883-1884 startte ze een verdere opleiding in de apothekerswetenschappen. Daarin behaalde ze haar diploma met grote onderscheiding in 1887. Ze begon een apothekerspraktijk in centrum Brussel in de toenmalige rue Notre-Dame-au-Bois. Popelin was de eerste en enige vrouwelijke apotheker met een diploma tussen haar vakgenoten. Ze behoorde tot de Société royale de pharmacie de Bruxelles.

## Wetenschappelijke publicaties
- "Conservation des sirops", in: Bulletin de la Société royale de pharmacie de Bruxelles, 1891, 119-120.
- "Anciens et nouveaus hypnotiques", in: Bulletin de la Société royale de pharmacie de Bruxelles, 1891, 248-251

## Feministisch engagement
In 1892 was zij, samen met onder andere haar zus Marie Popelin, medeoprichtster van de Ligue belge du droit des femmes (Belgische Liga voor Vrouwenrechten). In het jaar 1909 was ze afgevaardigde op het International Council of Women in Toronto. 